# Palaeomolis kashmirica
Palaeomolis kashmirica là một loài bướm đêm thuộc phân họ Arctiinae, họ Erebidae.